# Nachal Cuf
Nachal Cuf (hebrejsky: נחל צוף) je vádí na pomezí Horní a Dolní Galileji, v severním Izraeli.
Začíná v nadmořské výšce okolo 400 metrů, nedaleko vesnice Michmanim na západních svazích hory Har Kamon. Směřuje pak rychle se zahlubujícím převážně odlesněným údolím k jihu, prochází vesnicí Chusnija, a potom vede podél jižní strany vrchu Giv'at Cuf k jihozápadu, kde nedaleko jižního okraje města Karmi'el a údolí Bejt ha-Kerem ústí zprava do vádí Nachal Chilazon.